# Незабудка редкоцветковая
Незабу́дка редкоцветко́вая, или редкоцве́тная (лат. Myosótis sparsiflóra) — однолетнее травянистое растение, вид рода Незабудка (Myosotis) семейства Бурачниковые (Boraginaceae). Некоторыми исследователями ранее выделялась в род Строфиостома (Strophiostoma) как строфиосто́ма редкоцветковая.

## Название
Научное ботаническое название рода Myosotis (myosōta и myosōtis, idis, от др.-греч. μύς — мышь и др.-греч. ούς, ωτός — ухо), «мышиное ухо», дано по форме и опушенности разворачивающихся из почки листьев ряда видов.
Русскоязычное родовое название незабудка считается переводом-калькой с нем. Vergissmeinnicht. В толковых словарях встречается с конца XVIII века в форме «незабудочка» или «незабудь меня», в 1847 впервые зафиксирована форма «незабудка». У Даля растение упоминается под народными названиями измодень, волосовая, горлянка.
Видовое название sparsiflora является производным от лат. sparsus — «разбросанный, распыленный, рассеянный, редкий» и лат. flos — «цветок». Русскоязычный эпитет редкоцветковая является смысловым переводом латинского.

## Ботаническое описание[8][9]

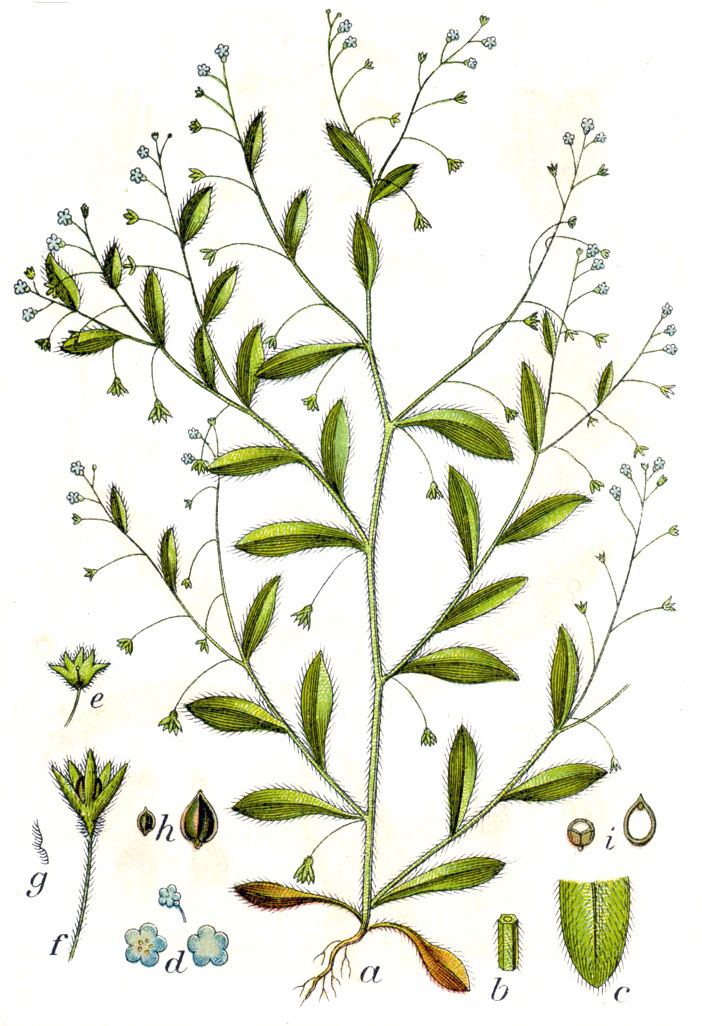

Однолетнее травянистое растение 5—20 см, иногда до 40 см высотой.
Стебель одиночный, лежачий или прямостоячий, часто разветвлённый у основания (реже, у ослабленных экземпляров — только в верхней части), ломкий, сочный, покрыт редкими мягкими отстоящими, обращёнными к основанию волосками.
Листья также покрыты мягкими волосками, нижние листья 2-4 см длиной и 1-1,5 см шириной, продолговато-ланцетные до ланцетных, на широком черешке, розеток не образуют. Верхние — продолговато-эллиптические, сидячие. Текстура нежная, перепончатая.
Цветки по 3-5(7) шт. в очень рыхлых, слабо выделяющихся облиственных кистях, по одному в пазухах верхних листьев (несколько верхних цветков без прицветных листьев), на тонких длинных до 2 см. цветоножках, у нижних цветков отклоняющихся к основанию растения. Чашечка до 1,5 мм длиной, после отцветания удлиняется до 5—6 мм, покрытая крючковидно изогнутыми волосками, на две трети или сильнее надрезана на ланцетные доли. Венчик очень мелкий, вогнутый, колесовидный, 2—3 мм в диаметре, пять лопастей отгиба слабо вогнуты. Окрашен в бледно-голубой или почти белый цвет.
Плоды — орешки (по четыре с цветка) узкояйцевидной формы, 2 мм длиной, голые и гладкие, коричневого цвета, с белым мясистым придатком (карункулой). Распространяются муравьями (мирмекохор).
Диплоидный набор хромосом — 2n = 18.

## Распространение и экология[8][9]
Восточно- и среднеевропейский вид. Встречается по всей Европейской части России, а также на Кавказе, очень редко — на юге Западной Сибири. Описан из Чехии.
Растения предпочитают сыроватые и светлые леса, растут в кустарниках, у ручьев в тени, по берегам водоемов.

## Классификация

### Таксономия[10]
Myosotis sparsiflora J.C.Mikan ex Pohl, 1806, Pl. Bot. Zeitung (Regensburg) 5(3): 41 (-43)
Вид Незабудка редкоцветковая относится к роду Незабудка  (Myosotis) семейства Бурачниковые (Boraginaceae) порядка Бурачникоцветные (Boraginales). Кладограмма в соответствии с Системой APG IV по состоянию на июнь 2023 года:
|  |                                      |  |                                   | порядок Бурачникоцветные |  | семейство Бурачниковые - 153 ботанических рода |  | род Незабудка - 155 подтвержденных видов |  | Незабудка редкоцветковая |
|  |                                      |  |                                   | порядок Бурачникоцветные |  | семейство Бурачниковые - 153 ботанических рода |  | род Незабудка - 155 подтвержденных видов |  | Незабудка редкоцветковая |
|  | отдел Цветковые, или Покрытосеменные |  |                                   |                          |  |                                                |  |                                          |  |                          |
|  |                                      |  |                                   |                          |  |                                                |  |                                          |  |                          |
|  |                                      |  | ещё 63 порядка цветковых растений |                          |  |                                                |  |                                          |  |                          |
|  |                                      |  |                                   |                          |  |                                                |  |                                          |  |                          |